# Simfonia núm. 18 (Weinberg)
La Simfonia núm. 18, op. 138, de Mieczysław Weinberg va ser composta entre el 1982 i el 1984 en memòria de les víctimes de la Gran Guerra Patriòtica amb el sobrenom de Guerra: no hi ha cap paraula més cruel. La peça va tenir la seva primera actuació al Festival de Tardor de Moscou l'octubre de 1985, amb el Cor acadèmic de l'Estat letó i l'Orquestra Simfònica de la ràdio de l'URSS dirigida per Vladímir Fedosséiev.

## Moviments
- I. Adagio. Allegro –
- II. Va ser enterrat a la Terra –
- III. La meva benvolguda baia, no saps el dolor que hi ha al meu cor –
- IV. Guerra: no hi ha cap paraula més cruel

## Origen i context
En els darrers anys de vida, Weinberg va compondre una trilogia simfònica que va rebre el títol col·lectiu Al llindar de la guerra. El compositor va voler reflectir els traumes de la Unió Soviètica (i indirectament de Polònia, el seu país natal del qual va haver de fugir el setembre del 1939) durant la Gran Guerra Patriòtica de 1940-1945. En aquesta època, els compositors soviètics estaven obligats a reflectir i glorificar la victòria socialista, una tendència que va continuar gairebé fins a la fi de l'era soviètica. La trilogia de Weinberg no va precisament en aquest sentit: les simfonies anterior i posterior, la Dissetena Memòria i la Dinovena Maig brillant, són obres purament orquestrals que porten epígrafs de la censurada poeta Anna Akhmàtova (1889-1966), mentre que la Divuitena Guerra: no hi ha cap paraula més cruel presenta un cor amb escenaris de Serguei Orlov (1921-77) i Aleksandr Tvardovski (1910-71) - poetes també qüestionats pel règim.
Vladímir Fedosséiev, que ja havia dirigit les estrenes de gairebé totes les simfonies de Weinberg a partir de la Tretzena, també va estrenar aquesta i va continuar defensant la música del compositor tant durant els seus darrers anys com després.